# Sankari
Sankari é uma panchayat (vila) no distrito de Salem, no estado indiano de Tamil Nadu.

## Demografia
Segundo o censo de 2001,  Sankari  tinha uma população de 27,402 habitantes. Os indivíduos do sexo masculino constituem 52% da população e os do sexo feminino 48%. Sankari tem uma taxa de literacia de 68%, superior à média nacional de 59.5%: a literacia no sexo masculino é de 75% e no sexo feminino é de 60%. Em Sankari, 10% da população está abaixo dos 6 anos de idade.